# Cruzeiro real brasiliano
Il cruzeiro real è stato per breve durata la valuta del Brasile, tra il 1º agosto 1993 e il 30 giugno 1994. Era suddiviso in 100 centavo, tuttavia, questa unità è stata usata solo a fini contabili. Il suo codice ISO era BRR e il simbolo era CR$.

## Storia
Gli alti tassi d'inflazione che hanno segnato il 1993, hanno portato il governo di Itamar Franco ad emettere il provvedimento urgente che ha creato il cruzeiro real.
La nuova valuta ha sostituito il terzo cruzeiro, con 1 000 cruzeiro = 1 cruzeiro real. Il cruzeiro real è stato poi sostituito dal real ad un cambio di 1 real per 2 750 cruzeiro real. Prima che ciò avvenisse, nei prezzi veniva utilizzata l'unità reale di valore (agganciata al dollaro USA alla pari), al fine di permettere alla popolazione di abituarsi a una valuta stabile (dopo molti anni di alta inflazione) prima dell'introduzione del real.

## Monete
In sostituzione delle banconote dalla precedente valuta, furono emesse monete in acciaio inox inizialmente da 5 e 10 cruzeiro real, e successivamente da 50 e 100 cruzeiro real.
Una curiosità di queste monete è che l'espressione "cruzeiros reais" non compare sulla moneta, sostituita dal simbolo CR$, e che sul diritto appaiono gli animali in via di estinzione.
Per questa valuta non vennero emesse monete in centavo, utilizzando allo scopo le banconote e le monete della valuta precedente, con il rapporto di 10 cruzeiro per un centavo di cruzeiro real.
| Emissioni regolari | Emissioni regolari | Emissioni regolari | Emissioni regolari | Emissioni regolari | Emissioni regolari | Emissioni regolari   | Emissioni regolari | Emissioni regolari   | Emissioni regolari                    | Emissioni regolari | Emissioni regolari | Emissioni regolari |
| Immagine           | Immagine           | Valore             | Parametri tecnici  | Parametri tecnici  | Parametri tecnici  | Parametri tecnici    | Descrizione        | Descrizione          | Periodo di circolazione               | Data di emissione  | Tiratura           | Note               |
| Diritto            | Rovescio           | Valore             | Diametro           | Spessore           | Massa              | Composizione         | Diritto            | Rovescio             | Periodo di circolazione               | Data di emissione  | Tiratura           | Note               |
| ------------------ | ------------------ | ------------------ | ------------------ | ------------------ | ------------------ | -------------------- | ------------------ | -------------------- | ------------------------------------- | ------------------ | ------------------ | ------------------ |
|                    |                    | 5 CR$              | 21,0 mm            | 1,20 mm            | 3,27 g             | Acciaio inossidabile | Due ara            | Valore, data, BRASIL | 20 settembre 1993 - 15 settembre 1994 | 1993               | 250 000 000        |                    |
| 1994               | 70 000 000         | 5 CR$              | 21,0 mm            | 1,20 mm            | 3,27 g             | Acciaio inossidabile | Due ara            | Valore, data, BRASIL | 20 settembre 1993 - 15 settembre 1994 |                    |                    |                    |
|                    |                    | 10 CR$             | 22,0 mm            | 1,20 mm            | 3,59 g             | Acciaio inossidabile | Tamandua           | Valore, data, BRASIL | 20 settembre 1993 - 15 settembre 1994 | 1993               | 300 000 000        |                    |
| 1994               | 150 252 000        | 10 CR$             | 22,0 mm            | 1,20 mm            | 3,59 g             | Acciaio inossidabile | Tamandua           | Valore, data, BRASIL | 20 settembre 1993 - 15 settembre 1994 |                    |                    |                    |
|                    |                    | 50 CR$             | 23,0 mm            | 1,20 mm            | 3,92 g             | Acciaio inossidabile | Giaguaro           | Valore, data, BRASIL | 10 dicembre 1993 - 15 settembre 1994  | 1993               | 50 000 000         |                    |
| 1994               | 30 000 000         | 50 CR$             | 23,0 mm            | 1,20 mm            | 3,92 g             | Acciaio inossidabile | Giaguaro           | Valore, data, BRASIL | 10 dicembre 1993 - 15 settembre 1994  |                    |                    |                    |
|                    |                    | 100 CR$            | 24,0 mm            | 1,20 mm            | 4,27 g             | Acciaio inossidabile | Crisocione         | Valore, data, BRASIL | 10 dicembre 1993 - 15 settembre 1994  | 1993               | 50 000 000         |                    |
| 1994               | 40 000 000         | 100 CR$            | 24,0 mm            | 1,20 mm            | 4,27 g             | Acciaio inossidabile | Crisocione         | Valore, data, BRASIL | 10 dicembre 1993 - 15 settembre 1994  |                    |                    |                    |

## Banconote
Le prime banconote di questa valuta erano biglietti da 50 000, 100 000 e 500 000 cruzeiro, cui venne apposto un timbro con il nuovo valore da 50, 100 e 500 CR$. Successivamente furono emesse banconote regolari in tagli da 1 000, 5 000 e 50 000 CR$.
Nel 1994 fu anche progettato il lancio di una banconota da 10 000 cruzeiro real, il cui design era già stato approvato, ma che non entrò mai in circolazione a causa dell'imminente lancio del Plano Real.
| Serie provvisoria | Serie provvisoria | Serie provvisoria | Serie provvisoria                | Serie provvisoria                           | Serie provvisoria                   | Serie provvisoria |
| Immagine          | Immagine          | Valore            | Descrizione                      | Descrizione                                 | Periodo di circolazione             | Note              |
| Fronte            | Retro             | Valore            | Fronte                           | Retro                                       | Periodo di circolazione             | Note              |
| ----------------- | ----------------- | ----------------- | -------------------------------- | ------------------------------------------- | ----------------------------------- | ----------------- |
|                   |                   | 50 CR$            | Luís da Câmara Cascudo           | Danzatrici con costumi folkloristici        | 2 agosto 1993 - 15 settembre 1994   | Con sovrastampa   |
|                   |                   | 100 CR$           | Colibrì che nutre i suoi piccoli | Cascate dell'Iguazú                         | 2 agosto 1993 - 15 settembre 1994   | Con sovrastampa   |
|                   |                   | 500 CR$           | Mário de Andrade                 | Edificio Martinelli, de Andrade che insegna | 2 agosto 1993 - 15 settembre 1994   | Con sovrastampa   |
| Serie regolare    |                   |                   |                                  |                                             |                                     |                   |
| Immagine          | Immagine          | Valore            | Descrizione                      | Descrizione                                 | Periodo di circolazione             | Note              |
| Fronte            | Retro             | Valore            | Fronte                           | Retro                                       | Periodo di circolazione             | Note              |
|                   |                   | 1 000 CR$         | Anísio Spínola Teixeira          | Bambini lavoratori                          | 1º ottobre 1993 - 15 settembre 1994 |                   |
|                   |                   | 5 000 CR$         | Un gaucho                        | Scena di roping                             | 29 ottobre 1993 - 15 settembre 1994 |                   |
|                   |                   | 50 000 CR$        | Donna di Bahia                   | Baiana che vende acarajé                    | 30 marzo 1994 - 15 settembre 1994   |                   |

## Ritiro
Nel 1994 tutto il contante in circolazione, costituito dalle banconote e monete del cruzeiro real, così come dalle banconote residue delle valute precedenti, è stato ritirato in occasione del lancio della nuova valuta, il real, perdendo valore legale dal mese di agosto dello stesso anno.